# John Prine
John Prine (Maywood, 10 ottobre 1946 – Nashville, 7 aprile 2020) è stato un cantautore statunitense di genere country e folk.

## Biografia
Nato e cresciuto nell'Illinois da genitori di origine rurale del Kentucky, dopo una parentesi in Germania come soldato si trasferì a Chicago. Dopo anni di gavetta divenne noto nella scena folk locale; fu scoperto nel 1971 da Kris Kristofferson che gli procurò un contratto con la Atlantic Records con cui pubblicò tre album. Successivamente passò alla Asylum Records per altri tre album. Fondò quindi una propria etichetta, la Oh Boy Records, con cui fece uscire i propri lavori successivi.
Prine è morto il 7 aprile 2020 all'età di 73 anni, vittima delle complicazioni da COVID-19.

## Discografia
- 1971 - John Prine (Atlantic Records)
- 1972 - Diamonds in the Rough (Atlantic Records)
- 1973 - Sweet Revenge (Atlantic Records)
- 1975 - Common Sense (Atlantic Records)
- 1976 - Prime Prine: The Best of John Prine (Atlantic Records) Raccolta
- 1978 - Bruised Orange (Asylum Records)
- 1979 - Pink Cadillac (Asylum Records)
- 1980 - Storm Windows (Asylum Records)
- 1984 - Aimless Love (Oh Boy Records)
- 1986 - German Afternoon (Oh Boy Records)
- 1989 - John Prine Live (Oh Boy Records) Live, 2 LP
- 1991 - The Missing Years (Oh Boy Records)
- 1993 - Great Days: The John Prine Anthology (Rhino Records) Raccolta, 2 CD
- 1993 - A John Prine Christmas (Oh Boy Records)
- 1995 - Lost Dogs and Mixed Blessings (Oh Boy Records)
- 1997 - Live on Tour (Oh Boy Records) Live
- 1998 - Lucky 13 (Oh Boy Records) Raccolta
- 1999 - In Spite of Ourselves (Oh Boy Records)
- 2000 - Souvenirs: Fifteen New Recordings of Classic Songs (Oh Boy Records)
- 2005 - Fair & Square (Oh Boy Records)
- 2007 - Standard Songs for Average People (Oh Boy Records) con Mac Wiseman
- 2010 - In Person & On Stage (Oh Boy Records) Live
- 2011 - Singing Mailman Delivers (Oh Boy Records) Live, 2 CD, registrazioni del 1970
- 2016 - For Better, or Worse
- 2018 - The tree of forgiveness (Oh Boy Records)